# レグニッツ川

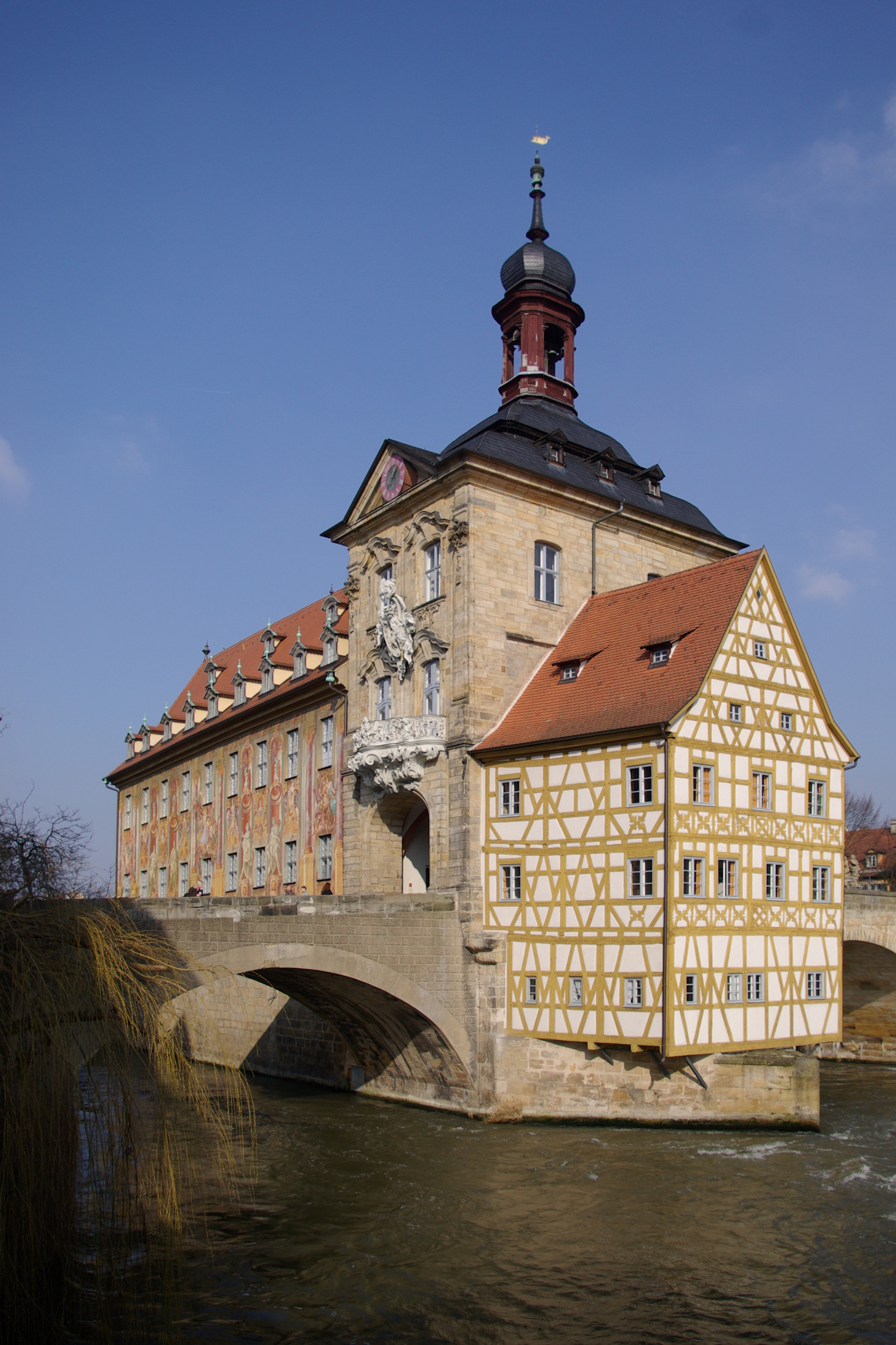
レグニッツ川の中州に建てられたバンベルクのラートハウス（市庁舎）

レグニッツ川（レグニッツがわ、Regnitz）は、ドイツバイエルン州を流れる全長58kmの川で、マイン川左岸の支流である。名前は、西部スラブ語で「川」を意味するRekavicaに由来する。

## 流域

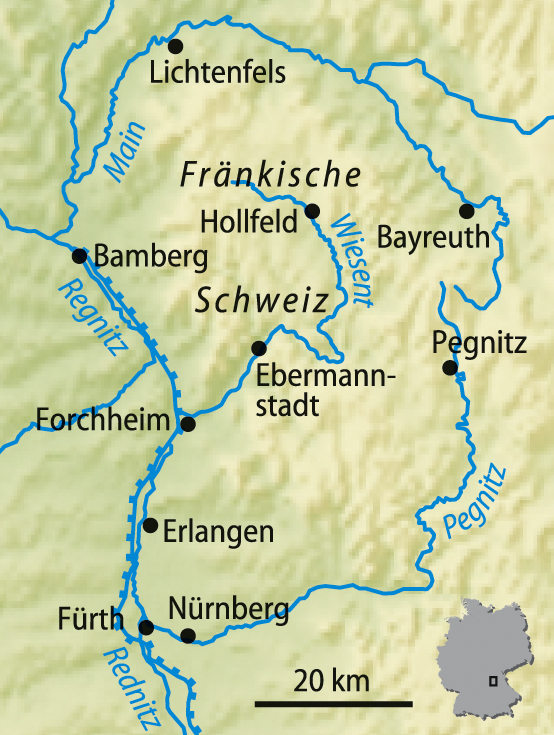
マイン川とレグニッツ川および周辺河川の模式図

この川はフュルトでペグニッツ川とレドニッツ川が合流して生まれる。北西に向かい、エアランゲン、メーレンドルフ、バイアースドルフ、ハウゼン、フォルヒハイム、バンベルクを流れ、バンベルクの北西部ビシュベルク地区で、マイン川の384km地点に合流する。
レグニッツ川の渓谷を、この川と並行してマイン＝ドナウ運河、アウトバーンA73、バンベルクとニュルンベルクとを結ぶ鉄道路線が走っている。

## 水車
レグニッツ川には、1250年から1400年の間にはすでに、川沿いの耕地を灌漑するための木製の水車が回り始めていた。こうした水車が初めて記録に残されたのは、1413年のことであり、1805年には、フュルトとフォルヒハイムの間の約25kmの川筋に190基もの水車が作られていた。これは中部ヨーロッパのどの川よりも多い数である。レドニッツ川のものも含め、シュヴァーバッハとフォルヒハイムの間で約250基に達したが、その後、水車は近代的なポンプ施設に置き換えられていくこととなる。

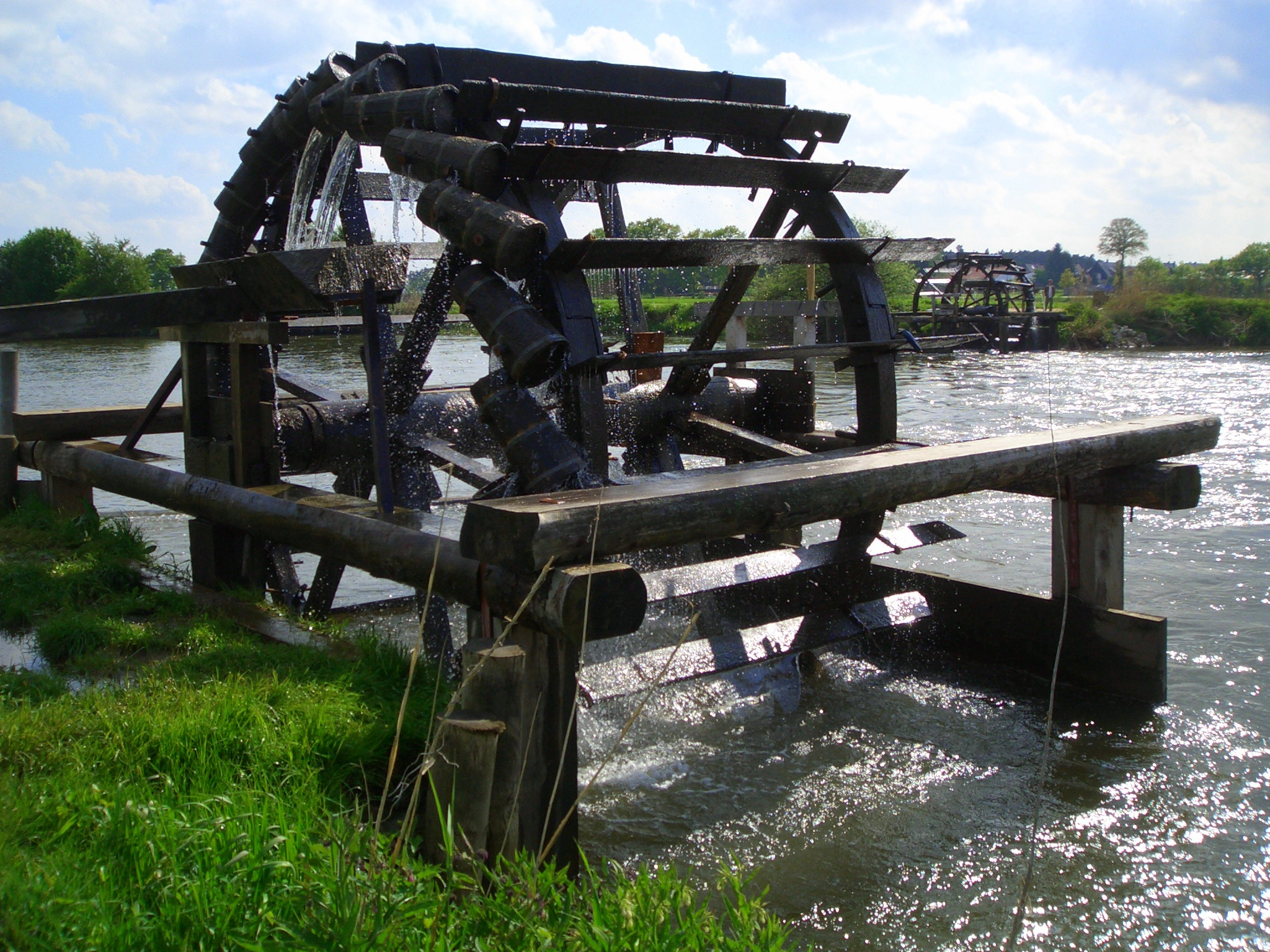
メーレンドルフ付近のレグニッツ川の水車

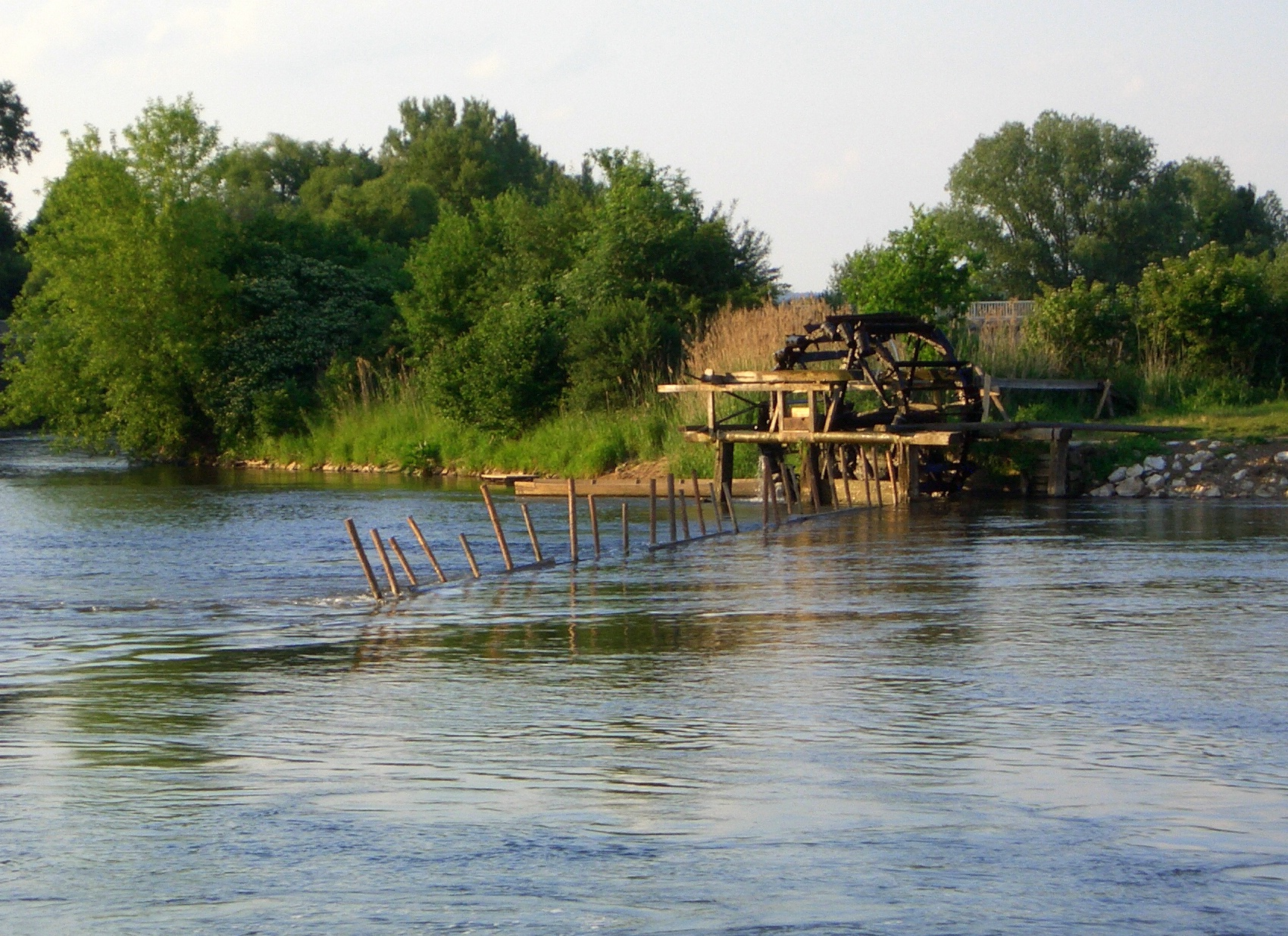
水車とフリューゲル

この川沿いに多くの灌漑用水車が作られた理由は、この辺りの砂地の土地と暑く乾燥する気候の組み合わせが、大量の灌漑用水を必要としたためであった。これに加えて、下り勾配であるとはいえ、比較的平坦な川岸は、こうした水車を用いるのに向いていた。しかし、春になると起こる増水は、水車を回しすぎて破壊してしまう被害をもたらした。その一部が今も効力を持つ1963年の「バイアースドルフの水利規則」によると、こうした理由から水車は、5月1日から9月30日の間に限って運転することになっている。
フォルヒハイムの北では、レグニッツ川の航行のため、水車を用いることができなかった。水車の運転には、川を横切る木製の堰（フリューゲル（翼））が必要で、フリューゲルに設けられた通路（シュルプフレーヘ）の大きさにあった、せいぜい小さな漁船程度しか航行できない。漁師が船の通行を楽にするために堰の板を外してしまい、漁師と農夫との間でトラブルの原因となった。
最も多くの水車が保存されているのは、メーレンハウゼンの約10基で、フュルトのシュターデルンにも1基ある。2004年以降、エアランゲンの南西にあるアウフラッハヴィースでも運転している。また最近ではニュルンベルクでも、ペグニッツ川で歴史的なモデルの水車を運転している。粉ひき車を思い起こさせるような重厚な木組みの水車は、現在は夏の初めに組み立てられ、シーズンの終了とともに格納される。一部の水車は、周辺の湿ったビオトープを保持するために機能している。それはこの地域に生息するシュバシコウの多くにとっての餌場を保護することになる。やや縮小して復元された水車が、バート・ヴィントスハイム・フレンキッシェ水車博物館で見ることができる。

## 支流
- ツェン川（Zenn、シュターデルン）

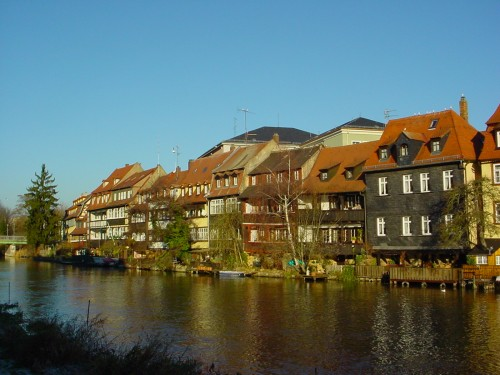
『小ヴェネツィア』と呼ばれるレグニッツ川沿いのバンベルクの町並み

- グリュントラハ川（Gründlach、クライングリュントラハ）
- アウラッハ川（Aurach、エアランゲン＝ブルック）
- シュヴァーバッハ川（Schwabach、エアランゲン）
- ゼーバッハ川（Seebach、クラインゼーバッハ）
- ヴィーゼント川（Wiesent、フォルヒハイム）
- アイシュ川（Aisch、トレイルスドルフ）
- ライヒェ・エプラハ川（Reiche Ebrach、ヒルシャイト）
- ラウヘ・エプラハ川（Rauhe Ebrach、ペットシュタット北部）
- アウラハ川（Aurach、ペットシュタット北部）